# Kung Fu Panda
Kung Fu Panda ist eine US-amerikanische CGI-Animations-Actionkomödie von DreamWorks Animation und vertrieben von Paramount Pictures aus dem Jahr 2008. Regie führten Mark Osborne und John Stevenson, das Drehbuch schrieben Jonathan Aibel und Glenn Berger.

## Handlung
Der Pandabär Po arbeitet im Nudelrestaurant seines Vaters. Bald soll er es übernehmen und die berühmte Geheim-Nudelsuppe, deren letzte geheime Zutat bislang nur der Vater kennt, zubereiten. Nachts aber träumt Po davon, zusammen mit den Furiosen Fünf (Tigress, Crane, Monkey, Mantis und Viper), den Schülern des berühmten Kung-Fu-Meisters Shifu, gegen das Böse seiner Welt zu kämpfen.
Eines Tages wird verkündet, dass der alte Oogway, der Vorsteher des Jadepalastes und Shifus Lehrer, endlich den legendären Drachenkrieger auswählen wird. Der Überlieferung zufolge wird nur der Drachenkrieger gegen die furchtbare Gefahr bestehen können, die dem Landstrich droht, wenn der böse Kung-Fu-Krieger Tai Lung zurückkehrt. Po, der eigentlich nur der Auswahlzeremonie zusehen will, versehentlich aber ausgesperrt wird, gerät durch seine Bemühungen, doch noch einen Blick auf seine Idole erhaschen zu können, mitten ins Geschehen und wird vom weisen Oogway ausgewählt. Widerwillig nimmt Shifu ihn als sechsten Schüler auf, doch alle Versuche, ihm etwas beizubringen (oder ihn zum Aufgeben zu bewegen), scheitern; nur Pos Hartnäckigkeit und Leidensfähigkeit nötigen den harten Kämpfern nach und nach Respekt ab. Shifus Widerwille hängt vor allem damit zusammen, dass Tai Lung sein Schüler und geliebter Pflegesohn war, der auf der Suche nach mehr Macht jedoch dem Bösen verfiel. Dieser Verrat hat Shifu innerlich erschüttert und seinen inneren Frieden verlieren lassen; daher weigert er sich, sich wieder zu eng an einen Schüler zu binden – worunter auch Tigress als Kind schwer litt.
In einem langen nächtlichen Gespräch kann Oogway Shifu überzeugen, sich die Ausbildung von Po zum Drachenkrieger zu Herzen zu nehmen; daraufhin tritt der alte Meister seine letzte große Reise an. Schließlich erkennt Shifu, wie er Po erfolgreich trainieren kann: Er beobachtet den dicken Panda, wie dieser unter instinktivem Einsatz akrobatischer Fähigkeiten auf der Suche nach Essen die Schränke in der Vorratskammer aufbricht. Mit Hilfe von Leckerbissen als Kampfpreis kann Pos Talent geweckt werden. Die beiden beginnen mit dem Training, und Po steigert sich in nur kurzer Zeit zum talentierten Kung-Fu-Kämpfer.
Nach seinem Ausbruch aus dem speziell für ihn erbauten Chorh-Gom-Gefängnis macht sich Tai Lung auf den Weg, um Rache zu nehmen und den Titel des angesehenen Drachenkriegers zu beanspruchen. Die Furiosen Fünf werfen sich ihm entgegen, werden aber schmählich geschlagen. Um gegen Tai Lung zu bestehen, bekommt Po die heilige Drachenrolle, die nur der Drachenkrieger lesen darf und die das tiefste Geheimnis des Kung Fu enthalten soll. Doch der einzige Inhalt der Rolle ist seltsamerweise eine blanke, goldene Spiegeloberfläche.
Verzweifelt darüber, dass selbst das große Geheimnis der Drachenrolle sie im Stich gelassen hat, befiehlt Shifu die Evakuierung des Dorfes; er allein wird sich Tai Lung, seinem größten Fehler, stellen. Po gesellt sich zu seinem Vater, und dieser verrät ihm noch die geheime Zutat seiner Geheim-Nudelsuppe: „Nichts“ – denn damit etwas etwas Besonderes wird, muss man nur glauben, dass es besonders ist. Durch diese Worte versteht Po die Weisheit hinter der Drachenrolle. Er eilt Shifu im letzten Moment zu Hilfe, als dieser schon vom Kampf mit Tai Lung geschwächt ist. Mit seiner neu gewonnenen Zuversicht, unter Einsatz seines kräftigen Körperbaus und schließlich durch Anwendung des geheimnisvollen Wuxi-Fingergriffs gelingt es ihm, Tai Lung zu vernichten. Die Dorfbewohner können in ihr Dorf zurückkehren, die Furiosen Fünf erkennen Po als einen der Ihren an, und Shifu findet endlich nach Jahren seinen inneren Frieden wieder.

## Kritiken
Todd McCarthy schrieb in der Variety vom 15. Mai 2008, der Film wirke optisch „nett“, sei aber „schwer formelhaft“. Geschichte und Klamauk seien „perfekt“ an ein Kinderpublikum angepasst, was für das erwünschte Einspielergebnis sorgen könne. Die Situationen, die Charaktere und deren Motive seien allerdings „extrem rudimentär“ und ohne Nuancen.
Kirk Honeycutt schrieb in der Zeitschrift The Hollywood Reporter vom 15. Mai 2008, der Film sei ebenso witzig wie hektisch und könne in unterschiedlichen Altersgruppen und Kulturen ein Publikum ansprechen. Die Animation sei sauber und lebendig.

## Auszeichnungen
Der Film war 2008 für den Teen Choice Award nominiert. Er erhielt im selben Jahr den Box Office Germany Award in Gold für mindestens zwei Millionen Kinobesucher in 20 Tagen. 2009 war Kung Fu Panda für einen Golden Globe und den Oscar nominiert.
Die Deutsche Film- und Medienbewertung (FBW) in Wiesbaden verlieh dem Film das Prädikat wertvoll.

## Hintergründe
Die Produktion begann im Oktober 2004. Zuvor war eine Verfilmung der Kurzgeschichte Die weiße Robbe aus der Dschungelbuch-Sammlung von Rudyard Kipling angedacht, wozu der US-amerikanische Komponist Eric Whitacre im Auftrag von DreamWorks das Eingangsgedicht The Seal Lullaby vertonte. Einige Wochen später wurde dieses Projekt fallengelassen und stattdessen Kung Fu Panda weiterverfolgt.
Die Weltpremiere fand am 15. Mai 2008 auf den Internationalen Filmfestspielen von Cannes (außerhalb des Wettbewerbes) statt. Die breite Veröffentlichung in den Kinos startete in Russland am 5. Juni 2008 und in den USA einen Tag später. Öffentlich der deutschen Presse vorgestellt wurde der Film in Berlin am 23. Juni 2008 im Shaolin Tempel Deutschland. Der deutsche Kinostart folgte am 3. Juli 2008. Der Film spielte weltweit ca. 632 Millionen US-Dollar ein. Die DVD zum Film von Paramount Home Entertainment wurde in Deutschland am 21. November 2008 veröffentlicht.
Ein Manga des japanischen Autors Hanten Ōkuma und des Mangakas Takafumi Adachi zum Film sollte ab September 2008 in Japan im Magazin Kerokero Ace des Verlages Kadokawa Shoten erscheinen.
Zum Film wurde auch ein Videospiel veröffentlicht.
Die Titelsequenz zeigt die einzelnen Figuren des Films, versehen mit den Namen der entsprechenden prominenten, englischsprachigen Sprecher und einem entsprechenden chinesischen Schriftzeichen.
In der deutschen Fassung sind jedoch nicht alle Sprecher der Hauptfiguren bekannt aus Film, Funk und Fernsehen, sondern professionelle Synchronsprecher, weswegen man sich bei DreamWorks dafür entschieden hat, den Namen dieser Personen wegzulassen und an dieser Stelle neben den Figuren ein freies Feld zu lassen.

## Synchronisation
Die Synchronisation erfolgte durch die Berliner Synchron GmbH Wenzel Lüdecke. Tobias Meister schrieb das Synchronbuch und führte die Dialogregie.
| Rolle             | Originalsprecher      | Deutscher Sprecher | Tier                        |
| ----------------- | --------------------- | ------------------ | --------------------------- |
| Po                | Jack Black            | Hape Kerkeling     | Großer Panda                |
| Shifu             | Dustin Hoffman        | Gottfried John     | Roter Panda                 |
| Oogway            | Randall Duk Kim       | Jochen Schröder    | Galapagos-Riesenschildkröte |
| Tigress           | Angelina Jolie        | Bettina Zimmermann | Südchinesischer Tiger       |
| Viper             | Lucy Liu              | Cosma Shiva Hagen  | Grüne Bambusotter           |
| Monkey            | Jackie Chan           | Stefan Gossler     | Goldstumpfnase              |
| Crane             | David Cross           | Ralf Schmitz       | Schwarzhalskranich          |
| Mantis            | Seth Rogen            | Tobias Kluckert    | Große Chinesen-Mantis       |
| Tai Lung          | Ian McShane           | Thomas Fritsch     | Schneeleopard               |
| Mr. Ping          | James Hong            | Lutz Mackensy      | Höckergans                  |
| Zeng              | Dan Fogler            | Gerald Schaale     | Schwanengans                |
| Kommandant Vachir | Michael Clarke Duncan | Tilo Schmitz       | Java-Nashorn                |

## Roman
- 2008: Susan Korman: Kung Fu Panda – The Junior Novel, HarperFestival, ISBN 978-0-06-143463-1

## Fortsetzungen
Am 16. Juni 2011 startete die in 3D gedrehte Fortsetzung in Deutschland unter dem Titel Kung Fu Panda 2. Im September 2012 teilte DreamWorks mit, dass im März 2016 ein dritter Teil des Films in die Kinos kommen werde. Die zwischenzeitliche Ankündigung, der Film werde bereits Ende 2015 veröffentlicht, wurde wieder zurückgenommen; laut DreamWorks sollte der Film nicht in Konkurrenz treten mit Star Wars: The Force Awakens, dem siebten Teil der Star-Wars-Reihe, der im Dezember 2015 veröffentlicht wurde. Am 16. Januar 2016 feierte Kung Fu Panda 3 seine Premiere und startete regulär am 29. Januar in Nordamerika in den Kinos. Am 8. März 2024 folgte mit Kung Fu Panda 4 der vierte Teil der Reihe.
Eine Serie mit dem Titel Kung Fu Panda: Legenden mit Fell und Fu (Originaltitel: Kung Fu Panda: Legends of Awesomeness) lief im Jahr 2011 auf Nickelodeon an. 2018 startete mit Kung Fu Panda: Die Tatzen des Schicksals (Originaltitel: Kung Fu Panda: The Paws of Destiny) eine zweite Serie. Am 14. Juli 2022 ist die Netflix-Produktion Kung Fu Panda: Der Drachenritter (Originaltitel: Kung Fu Panda: The Dragon Knight) erschienen.

### Kurzfilme
- Das 24-minütige Special Kung Fu Panda: Das Geheimnis der Furiosen Fünf[16] erschien als Begleit-DVD der deluxe-DVD-Ausgabe des Originalfilms und gewann vier Annie Awards. Später ist es auch separat auf DVD erschienen und wurde im amerikanischen (NBC, 26. Februar 2009) und deutschen (SAT1, 25. Dezember 2010) Fernsehen gesendet. In dem Special erzählt Po den Schülern einer Kung-Fu-Klasse von den Wegen, auf denen die Furiosen Fünf zum Kung Fu gefunden haben.
- Kung Fu Panda: Ein schlagfertiges Winterfest oder Po’s Winter Wonderland (2010) mit einer Laufzeit von 21 Minuten[17]
- Kung Fu Panda: Die Geheimnisse der Meister (2011)[18]
- Kung Fu Panda: Die Geheimnisse der Schriftrolle (2016)

## Fernsehserie
Ebenfalls produziert wurde eine Fernsehserie für die Nickelodeon-Studios mit dem Titel Kung Fu Panda – Legenden mit Fell und Fu (engl. Kung Fu Panda: Legends of Awesomeness). Drei Staffeln mit insgesamt 80 Folgen wurden produziert. Die erste Folge, The Scorpion’s Sting („Der Stich des Skorpions“), wurde am 19. September 2011 als Sneak Preview auf Nickelodeon ausgestrahlt.